# Hørsholm
Hørsholm – miasto w Danii, siedziba gminy Hørsholm. 37 000 mieszkańców (2005). Ośrodek przemysłowy, siedziba m.in. firmy Velux.
W mieście rozwinął się przemysł spożywczy oraz chemiczny.
Z Hørsholm pochodzi Lotte Friis, duńska pływaczka.